# Борзешть (Клуж)
Борзешть, Борзешті (рум. Borzești) — село у повіті Клуж в Румунії. Входить до складу комуни Яра.
Село розташоване на відстані 303 км на північний захід від Бухареста, 26 км на південь від Клуж-Напоки.

## Населення
За даними перепису населення 2002 року у селі проживали 73 особи.
Національний склад населення села:
| Національність | Кількість осіб | Відсоток |
| -------------- | -------------- | -------- |
| румуни         | 63             | 86,3%    |
| угорці         | 6              | 8,2%     |

Рідною мовою назвали:
| Мова      | Кількість осіб | Відсоток |
| --------- | -------------- | -------- |
| румунська | 68             | 93,2%    |
| угорська  | 5              | 6,8%     |